# فاما (میناس گرایس)
فاما (به پرتغالی: Fama) یک منطقهٔ مسکونی در برزیل است که در میناز ژرایس واقع شده‌است. فاما ۲٬۳۷۶ نفر جمعیت دارد.